# Бартель, Курт
Курт Вальтер Ба́ртель (нем. Kurt Walter Barthel, псевдоним Kuba; 8 июня 1914[…], Лихтенау, Средняя Саксония — 12 ноября 1967[…], Франкфурт-на-Майне, Гессен) — немецкий писатель, поэт и драматург.

## Биография
Курт Бартель родился в семье железнодорожника, который был убит ещё до его рождения. В 1928—1932 годах Курт Бартель обучался в Хемнице на художника-декоратора. С юных лет интересовался политикой, занимался организацией ячеек социалистической молодёжи в родном городе. В 1933 году вступил в СДПГ, после прихода к власти национал-социалистов иммигрировал в Чехословакию. С 1934 года писал первые стихи и репортажи для Die Rote Fahne в Праге и руководил театральными труппами. Активно участвовал в работе с левой социал-демократической молодёжью и помогал другим однопартийцам нелегально пересечь границу. С 1937 года являлся редактором AIZ в Праге. В 1939 году бежал в Великобританию, где состоял в Союзе свободной немецкой молодёжи и писал стихи по-английски. В 1940 году был интернирован как гражданин враждебного государства.
В 1946 году Бартель вернулся в Германию и вступил в СЕПГ. В 1946—1948 году работал на должности редактора в партийном издательстве Dietz в Восточном Берлине, с 1949 года перешел исключительно на литературную деятельность. Бартель вскоре стал образцовым партийным поэтом, сочинял гимны, посвящённые строительству социализма. Бартель получил известность как автор кантаты в честь И. В. Сталина. Публично выразил своё отношение к событиям 17 июня 1953 года, заявив, что ему стыдно за незрелость рабочих. С 1952 года Бартель перешёл на партийную работу, в частности занимал должность первого секретаря Немецкого союза писателей, входил в состав ЦК СЕПГ. В 1953 году был назначен ординарным членом Академии искусств ГДР. С 1956 года и до своей кончины Курт Бартель являлся главным драматургом Ростокского народного театра. С 1958 года Бартель являлся депутатом Народной палаты ГДР.
Курт Бартель имел тяжёлое кардиологическое заболевание и умер на гастролях со своим театром в ФРГ. 12 ноября 1967 года во время революционного ревю Ростокского народного театра «Пятьдесят красных гвоздик» представители Социалистического союза немецких студентов, ожидавшие более радикальной постановки, спровоцировали волнения в зале франкфуртского Дома зоопарка. Курт Бартель умер от сердечной недостаточности, находясь в зрительном зале. Похоронен на Новом кладбище в Ростоке.

## Сочинения
- Gedicht vom Menschen. 1948.
- Кантата Сталину / Kantate auf Stalin. 1949.
- Gedanken im Fluge. 1950 (Reportagen über die Sowjetunion)
- Gedichte. Eine Auswahl. 1952.
- Osten erglüht. 1954 (Reportagen über die Volksrepublik China)
- Klaus Störtebeker. (Dramat. Ballade), 1959.
- Gedichte. 1961.
- Brot und Wein. Gedichte, Lieder, Nachdichtungen. 1961.
- terra incognita. (Dramat. Poem), 1964.
- Marsch der Dynamosportler, Gedicht. 1983.